# Solly McLeod

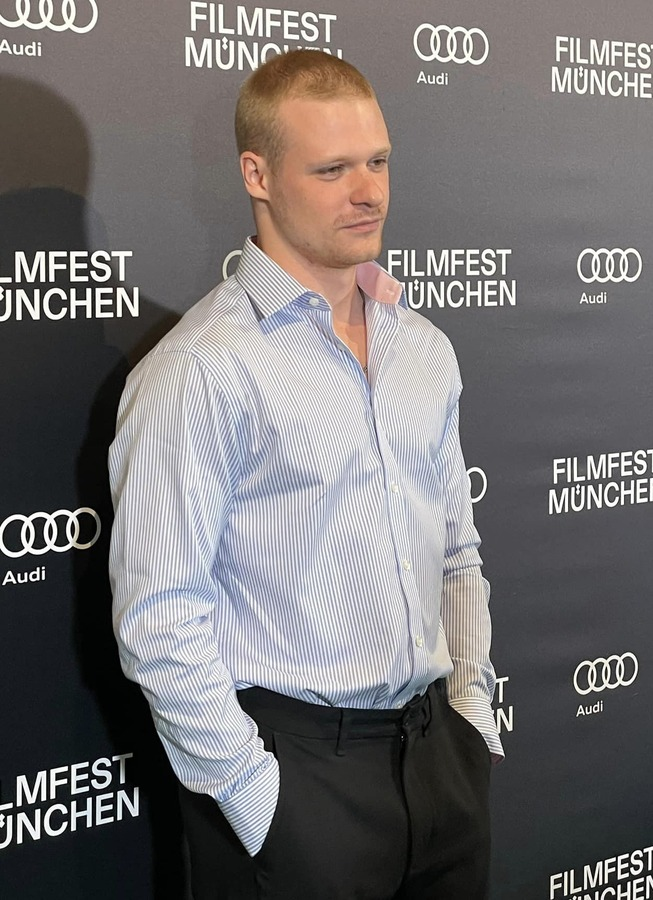
Solly McLeod 2024

Solly McLeod (* 10. Februar 2000) ist ein britischer Schauspieler.

## Leben und Karriere
McLeods Eltern sind die Musiker Aimée Leonard und Rory McLeod, er hat einen älteren Bruder. Er wuchs auf Orkney in Schottland auf, kam aber mit zehn Jahren nach London. Dort trat er kurz vor dem ersten COVID-19-Pandemie-Lockdown der Schauspielschule The Unseen bei, durch deren Onlinepräsenz er schnell einen Agenten erhielt. Ab April 2021 drehte McLeod vier Projekte hintereinander, darunter eine Hauptrolle in The Rising, eine Gastrolle in House of the Dragon und die Titelrolle einer Verfilmung des Romans Tom Jones: Die Geschichte eines Findelkindes als Miniserie.

## Filmografie
- 2021: Boxing Day
- 2021: I Feel Fine
- 2022: Outlander (Fernsehserie, 1 Episode)
- 2022: The Rising (Fernsehserie, 7 Episoden)
- 2022: House of the Dragon (Fernsehserie, 2 Episoden)
- 2022: Boy in the Corner
- 2023: Tom Jones (Fernsehserie, 4 Episoden)
- 2023: The Dead Don’t Hurt
- 2023: Jericho Ridge
- 2024: Last Swim
- 2024: William Tell